# Книга Од
Книга Од (Greek: Ὠδαί), широко відома як просто Оди, книга у повній Біблії церков Східного традиції (православні), яка розміщена після книги Псалмів. В англомовних перекладах Біблії присутня у критичному виданні Септуагінти Альфреда Рахльфса з Олександрійського кодексу 5-го сторіччя. Розділи книги є молитвами й піснями (кантикули) зі Старого й Нового Завітів. Перші 9 з них формують основу канону співів на ранкових та інших служіннях.

## Зміст
Розділи цієї книги, представлені Ральфсом:
1. Перша Ода Мойсея (Вихід 15:1–19)
2. Друга Ода Мойсея (Повторення 32:1–43)
3. Молитва Анни, матері Самуїла (1 Сам 2:1–10)
4. Молитва Авакума (Ав 3:2–19)
5. Молитва Ісаї (Іс 26:9–20)
6. Молитва Йони (Йона 2:3–10)
7. Молитва Азарії (Даниїл 3:26–45, другоканонічна частина)
8. Пісня про трьох молодих людей (Даниїл 3:52–90, другоканонічна частина)
9. Магніфікат; Молитва Марії Богородиці (Лк 1:46–55)
10. Бенедиктський кантолік Захарії (Лк 1:68–79)
11. Пісня винограднику: кантилет Ісаї (Іс 5:1–7)
12. Молитва Єзекії (Іс 38:10–20)
13. Молитва Манасії, царя Юдейського царства, коли його утримували в полоні у Вавилоні (2 Хр 33:11–13, також постає також як окрема другоканонічна книга).
14. Молитва Симеона; "Тепер відпусти" (Лк 2:29–32)
15. Слава на вишинах Богу; кантикл світанку (деякі рядки з Лк 2:14; Пс 144:2 і Пс 118:12)

## Дивиться також
- Оди Соломона
- Молитва
- Піст